# Depolarisation (Physiologie)
Als Depolarisation (auch Depolarisierung) bezeichnet man in der Neurologie eine Verminderung des Membranpotentials an einer Zellmembran.

## Wirkung
In elektrisch erregbaren Zellen, wie z. B. Nervenzellen, liegt im unerregten Zustand das Ruhepotential vor. Die Membranspannung einer solchen Zelle kann durch die Ausschüttung eines Transmitters an einer Synapse über- oder unterschwellig depolarisiert werden. Wird dabei der Schwellenwert erreicht, kommt es zur Öffnung spannungsgesteuerter Natrium-Ionenkanäle (manchmal auch Calcium-Ionenkanäle), was die Depolarisation verstärkt, und ein Aktionspotential wird ausgelöst. Dies bedeutet die Erregung der Zelle, was mittels weiterer Aktionspotentiale auch an andere Zellen weitergeleitet werden kann. Bleibt die Depolarisation unterhalb der Schwelle, kehrt das Membranpotential ohne Aktionspotential zum Ruhewert zurück. Der erzeugte Effekt ist im Alles-oder-nichts-Gesetz beschrieben.
Im Experiment kann die Depolarisation auch künstlich verursacht werden.
An hemmenden Synapsen kann es auch zu einer Hyperpolarisation, einer Erhöhung der Membranspannung, kommen. Die Hemmung stellt dabei das Gegenteil einer durch Depolarisation erzeugten Erregung dar.
Beispiel: Das Ruhemembranpotential betrage −70 mV. Eine Änderung um 30 mV auf −40 mV ist eine Depolarisation. Im Aktionspotenzial ist der Spannungswechsel von −70 mV bis auf 0 mV eine Depolarisation (= Verringerung der Polarisation der Zelle), der weitere Bereich von 0 mV bis +30 mV wird als Overshoot bezeichnet. Wird danach das Ruhemembranpotential von −70 mV wiederhergestellt, spricht man von Repolarisation, je nach Begriffsdefinition alternativ auch von Hyperpolarisation.